# Josef Götz (Politiker)
Josef Götz, getauft als Joseph Anton Götz (* 17. November 1823 in Paternion, Kärnten; † 18. Oktober 1894 ebenda) war Abgeordneter zum Österreichischen Abgeordnetenhaus.

## Leben
Josef Götz war Sohn des Bräuers Johann Götz († 1855). Er war Gutsverwalter und später Gutsbesitzer in Paternion. Von 1864 bis 1865 war er dort Bürgermeister.
Er war römisch-katholisch und seit 1846 verheiratet mit Theresia Kapeller, mit der er aber keine Kinder hatte.

## Politische Funktionen
- 1861–1878: Abgeordneter zum Kärntner Landtag (1., 2., 3. und 4. Wahlperiode), Wahlklasse Landgemeinden (Villach, Paternion, Rosegg)
- 12. November 1875 bis 22. Mai 1879: Abgeordneter des Abgeordnetenhauses im Reichsrat (V. Legislaturperiode), Kronland Kärnten, Kurie Großgrundbesitz; in einer Nachwahl nach dem Rücktritt von Karl von Cnobloch[4]

## Klubmitgliedschaften
Josef Götz war Mitglied im Fortschrittsklub. Ab dem 30. April 1877 war er Mitglied im Neuen Fortschrittsklub.